# Quinta do Casalinho
A Quinta do Casalinho é uma quinta histórica situada junto à povoação de Arnelas, na antiga freguesia de Olival, na freguesia de Sandim, Olival, Lever e Crestuma, no Município de Vila Nova de Gaia, no Norte de Portugal.

## Descrição
Consiste numa propriedade com 23,6 Ha, situada perto da antiga Estrada Nacional 222, fazendo fronteira com o acesso principal à localidade de Arnelas. Dista cerca de 16,7 Km em relação à foz do Rio Douro. Confronta a Sul com a Quinta do Ferraz, formando estas duas quintas, em conjunto com a do Cadeado, uma extensa linha florestal, sendo uma parte relativamente imutável na zona, que tem sofrido grandes alterações, com a introdução de indústrias e lotes residenciais. A zona florestal tem uma grande relevância do ponto de vista ecológico, não devido às suas espécies vegetais, por ser composta principalmente por pinheiros e eucaliptos, mas por representar uma grande mancha verde, e por combater a erosão nas encostas. Cerca de metade da área da quinta está classificada no âmbito da Estrutura Ecológica Fundamental, enquanto que uma grande porção é considerada como Reserva Ecológica Nacional. Além da zona florestal, a quinta também tinha uma eira e áreas de cultivo.
Em termos de construções, destaca-se a sua capela, o muro que delimita a quinta, e o portal junto à estrada para Arnelas, a Rua Dr. António de Magalhães. Este portal, com um brasão, tem a data de 1898 e as letras E e F.
O núcleo da quinta era composto pela capela e por uma casa, organizados em redor de um pátio de forma rectangular, e assentes numa plataforma. A capela foi construída de forma isolada em relação à casa, tendo ficado voltada para Sul.

## História
Nos inícios do século XVIII, a Quinta do Casalinho era propriedade dos Condes da Feira. Mais tarde, foi seu proprietário Eduardo Freire, capitalista, agraciado em 1901 por El-Rei D. Carlos I, com o título de Barão do Casalinho.
Em 1986, o Gabinete de História e Arqueologia do município de Vila Nova de Gaia fez uma proposta ao Instituto Português do Património Cultural, no sentido de classificar a localidade em si de Arnelas, em conjunto com vários imóveis em seu redor, como a Quinta do Casalinho, como Imóveis de Interesse Público. O processo foi enviado para a Direcção Regional do Porto do IPPC em 1992, mas não chegou a ter seguimento. No regulamento do Plano Director Municipal da Câmara Municipal de Gaia, emitido em Julho de 2009, a Quinta do Casalinho surge como elementos com nível de protecção integral. Nesse ano, a propriedade parecia estar ao abandono, enquanto que os prédios estavam arruinados, tendo quase todos perdido as suas coberturas.